# Xántus János (etnológus)
Csíktaplocai Xántus János, az Amerikai Egyesült Államokban ismert nevén John Xantus de Vesey (Csokonya, 1825. október 5. – Budapest, 1894. december 13.) magyar természettudós, utazó, néprajzkutató, a Magyar Tudományos Akadémia levelező tagja.

## Életútja

### Fiatalkora

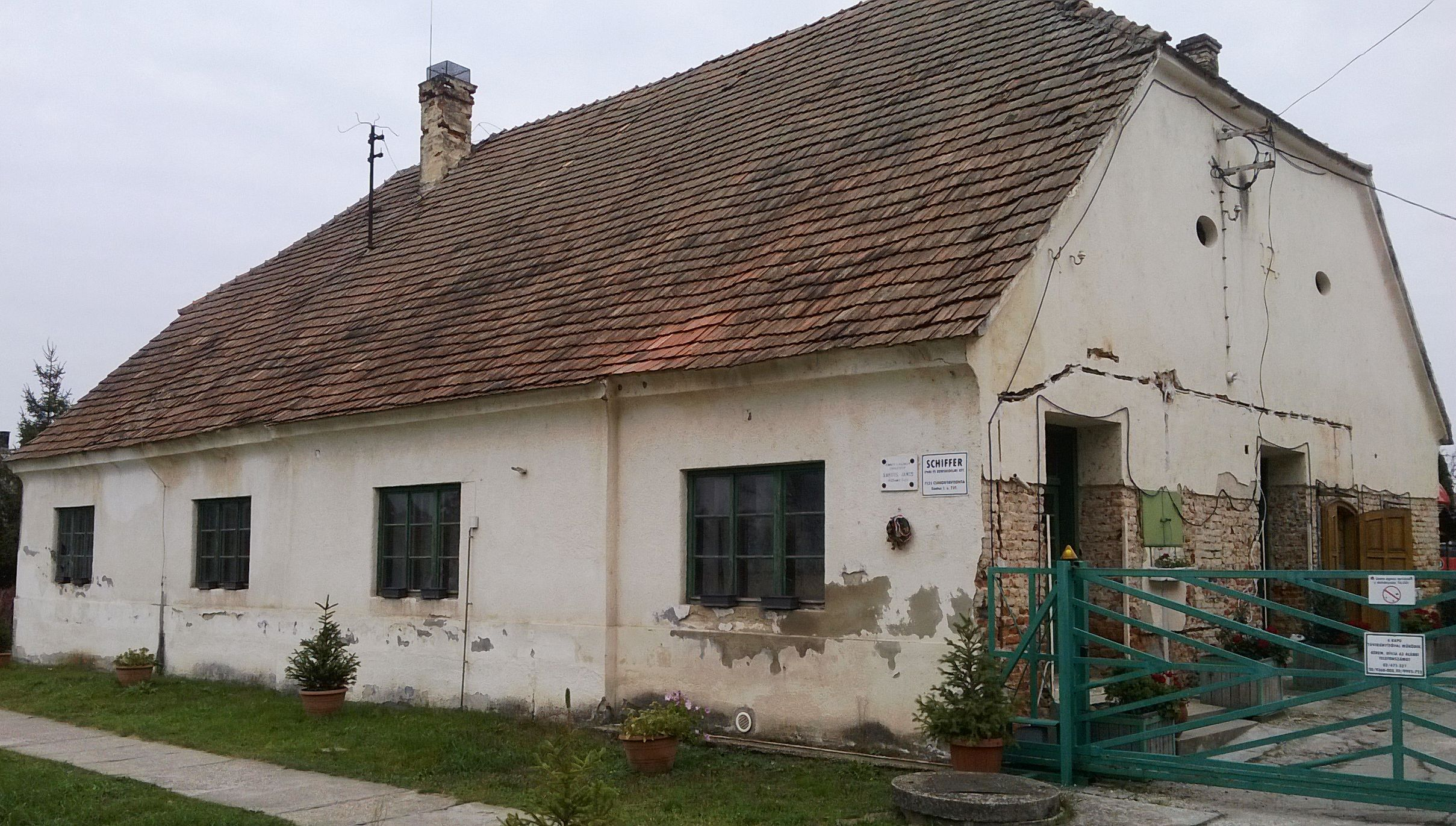
Szülőháza Csokonyavisontán, a róla elnevezett utcában

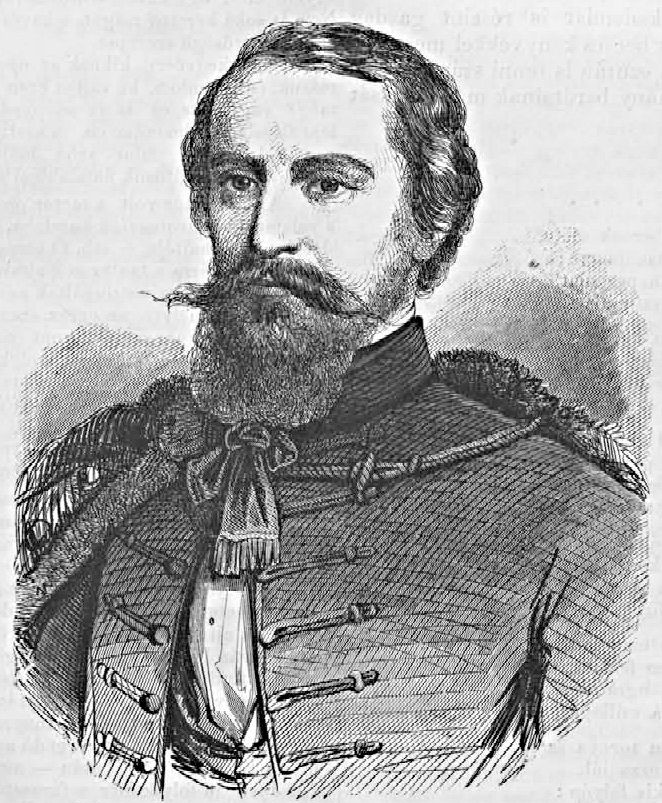
Portréja a Vasárnapi Ujság 1862. február 9-i számából

A 15. században Erdélybe vándorolt görög család sarjaként született a Somogy vármegyei Csokonyán, háromgyerekes családban. Apja, Xántus Ignác (1783–1849) uradalmi jogtanácsos, majd 1828-tól Somogy vármegye főügyésze, anyja Wunderlich (Szidnay) Mária Terézia (1807 – 1877) volt.
Az ifjú Xántus tanulmányait szülőfalujában és a győri bencések, illetve a pécsi ciszterciek gimnáziumban végezte, majd ugyanitt tanult jogot. Kaposvárott helyezkedett el mint aljegyző, s köz- és váltóügyvédi vizsgáját 1847-ben Pesten tette le.
Az 1848–49-es forradalom és szabadságharchoz önkéntes nemzetőrként csatlakozott, 1848 nyarán, majd innen a horvátok mozgolódása idején Pestre ment, ahol beállt a honvéd tüzérekhez. Tűzmesterként vett részt a pákozdi csatában és huszár főhadnagyként Komárom védelmében. Onnan átlépett a gyalogsághoz, ahol a 46. zászlóaljban a főhadnagyságig vitte. Egy kitörés során, 1849. február 8-án az osztrákok Érsekújvárnál elfogták. Gyalog kísérték Pozsonyba, ahová betegen érkezett meg és kórházba vitték. Felgyógyulása után hadifogolyként a königgrätzi táborba került, ahonnan 1850 júliusában szabadult ki. Az aradi véres napok után a Pilzenben állomásozott Khevenhüller-Metsch ezredbe beosztották közlegénynek. Édesanyja mindent elkövetett, hogy fiát a katonaságtól megszabadítsa. Ez bécsi ismerősei közbenjárására sikerült is. Xántus azonban hazajövetel helyett Prágában összeköttetésbe lépett az emigránsokkal, hazafias nyilatkozatai miatt ismét elfogták, és a hadbíróság börtönbüntetésre ítélte. Ebből a fogságból sikeresen megszökött, és a felelősségre vonás elől Németországon, Belgiumon és Franciaországon keresztül Londonba emigrált, majd 1852-ben áthajózott az Amerikai Egyesült Államokba.

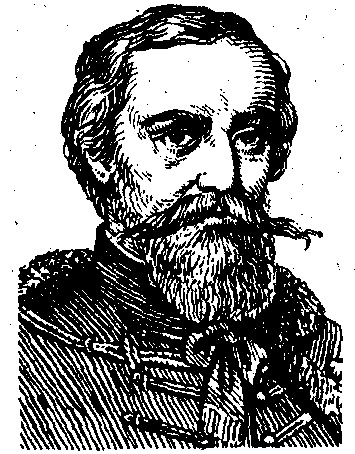
A Napkelet lexikona 1927-es grafikáján

### Amerikában
Először New Yorkban vállalt alkalmi munkákat (volt matróz, hírlapkihordó, könyvkereskedő, gyógyszerész, boltossegéd, zongoratanító, vasúti hivatalnok, mérnök, több nyelv tanára is). 1852-ben a Missouri folyón felhajózott Lexingtonig, és onnan lóháton indult a vadnyugatra, hogy részt vegyen a Pacific Railroad Surveys (a nyugati partvidéket elérő vasúti felmérésben). 1854-ben Kansasban mérnökké léptették elő; először ebben az államban találkozott indiánokkal. Topográfiai felméréseket végzett Indiana államban, majd Texasban. Még 1853-ban a New Orleans-i egyetemen vállalt oktatói állást. Az ottani magyar közösségben élt, majd 1854-ben ellátogatott az Iowa állambeli, szintén magyarok lakta New Budába. A környező prérit bejárva gyűjtötte be a később a Magyar Nemzeti Múzeumnak adományozott növény- és állatgyűjteményének első darabjait. 1855 szeptemberében a kansasi Fort Riley erődjében vállalt szolgálatot mint szanitéc őrmester – Vésey Lajos álnéven (innen nevének Nyugaton mindmáig használt változata, a John Xantus de Vesey).
1856 derekán kapta meg első nagyobb, önálló feladatát: az Arkansas folyó forrásvidékének feltérképezését. 1857-ben Washingtonba utazott, és ott a Smithsonian Intézet kaliforniai térképező munkákkal bízta meg. A munka elkezdése előtt még kirándult Oregonba, felhajózott a Columbia folyón, ellátogatott Sacramentóba és Stocktonba, megnézte az aranybányákat. Kaliforniában gyűjtött növényeket és állatokat a környéken, és ezt folytatta azután is, hogy átkerült a Fort Tejon katonai erődbe. 1858-ban hivatalos megbízásból bejárta az azidőtájt alig ismert Kaliforniai-félszigetet, és tovább délnek utazva eljutott La Pazba. A Magyarországra küldött gyűjtemények és beszámolók okán munkásságát egyre inkább elismerték, és ennek jeleként 1859. december 15-én a Magyar Tudományos Akadémia levelező tagjává választotta.
1859 elején sikeresen kérte a katonai szolgálat alóli felmentését, így idejét és energiáját az amerikai prérividék természetrajzi feltérképezésének szentelhette. Később a Coastal Survey megbízásából tengeráramlási megfigyeléseket végzett a Kaliforniai-félsziget csúcsánál, a San Lucas-foknál, ami alkalmat teremtett számára ahhoz, hogy a tenger élővilágát is gyűjtse. 1861 augusztusában kilépett a Coastal Survey alkalmazásából, s év végén visszatért Magyarországra, hogy 1862. január 22-én (más források szerint január 27-én) megtarthassa akadémiai székfoglaló előadását Adatok a tenger természettani földrajzához címmel. Még 1862. június 23-án visszatért Amerikába, ahol már folyt az amerikai polgárháború, s Xántus régi barátja, William Alexander Hammond képzett orvos és természettudós éppen a hadsereg egészségügyi alakulatának főparancsnoka volt, s 1862. július 28-án kinevezte Xantust a helyettesévé, ebben a szolgálatban 1862 decemberéig maradt. Hamarosan elfoglalt egy – az amerikai külügyminiszter által – felajánlott állást, s 1864 júniusáig az Egyesült Államok mexikói konzulja lett Manzanillo állomáshellyel. Ezen hivatala rövidre sikerült, mert mihelyt elismerte egy helyi lázadó főnök hatalmát, a washingtoni külügyminisztérium visszahívta, sőt a konzulátust is bezáratta. Xántus megint megélhetés nélkül maradt, előbb Peruba, aztán Havannába utazott.
Betegeskedése miatt végleg lemondott amerikai tartózkodásáról, és 1864 júliusában hazatért, de előbb Hollandiában és Belgiumban tanulmányozta az állatkerteket, és nagybecsű természettudományi gyűjteményt hozott magával a Magyar Nemzeti Múzeum számára.

### Újra itthon

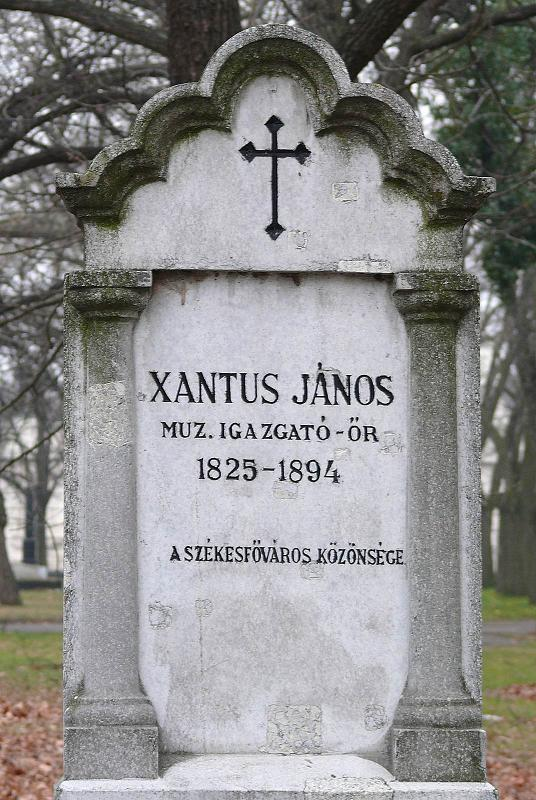
Sírja a budapesti Kerepesi temetőben (29-1-10)

Hazatérve megromlott egészségi állapota miatt először Ótátrafüredre utazott gyógykezelésre, ahol a fürdővendégek egy forrást Xántus-forrásnak neveztek el, amit augusztus 4-én szenteltek fel. Ezután erdélyi körutat tett, szeptember 2-án az orvosok marosvásárhelyi gyűlésén egy természetrajzi könyvtár Pesten történő felállítását indítványozta, valamint belgiumi és hollandiai tapasztalataira hivatkozva felvetette egy állami állatkert létrehozásának tervét. Ezen intézmény 1862. március 12-én megalakult, s a bizottság tiszteletbeli elnökévé választotta. 1866. augusztus 6-án nyitotta meg a pesti Állatkertet, melynek igazgatói tisztét is betöltötte.
1868-ban tisztségét feladva, októberben Kelet-Ázsiába indult Triesztből egy osztrák–magyar expedícióval. Először Ceylonban, Sziámban, Kínában és Japánban végeztek gyűjtéseket, majd miután Xántus a kutatóút vezetőivel összekülönbözött azon, hogy a gyűjtött anyag a bécsi vagy a pesti múzeumba kerüljön-e, 1869 elején különvált az expedíciótól. Celebesz, Borneó és Jáva szigetén hatalmas állattani anyagot gyűjtött (ennek legnevezetesebb darabja egy preparált orangután volt), valamint 2500 darabos, párját ritkító borneói etnológiai gyűjteményéből alapították meg a Nemzeti Múzeum Néprajzi Osztályának, a későbbi Néprajzi Múzeumnak az alapjait.
1870 novemberében hazatért és gyűjteménye feldolgozásába kezdett. 1872. március 5-én a Nemzeti Múzeum Néprajzi Osztályának első őrévé (tkp. igazgatójává) nevezték ki. Ugyanebben az évben Rómer Flórissal összeállították a bécsi világkiállításon szereplő első magyar néprajzi gyűjteményt. 1872-ben részt vett a Magyar Földrajzi Társaság megalapításában, amelynek 1890-ben alelnöke lett.
Kétszer nősült, első felesége Doleschall Gabriella volt, Doleschall Gábor orvos, botanikus lánya, akivel 1873-ban kötött házasságot. Ebből a házasságából született egyetlen gyermeke, Gábor. Rövid házasságukat követően Steden Ilonát vette feleségül.
1894 tavaszán súlyos tüdőgyulladáson esett át, s családja 1894. április 10-én levitte az Adriai-tenger partjára, Voloscába gyógyulni, de hamarosan elborult elmével került haza, s meghalt. Sírja a Kerepesi temetőben található.
Ükunokája Xantus Barbara (ered. Kalász Barbara) színésznő.

## Munkássága
Növény- és állattani kollekciójával jelentősen gazdagította a Magyar Nemzeti Múzeum gyűjteményét, ő volt a Fővárosi Állat- és Növénykert és a Magyar Nemzeti Múzeum Néprajzi Osztályának első igazgatója, négy kalandos útikönyv és több mint kétszáz ismeretterjesztő írás szerzője. Zoológiai szakmunkákban nevének rövidítése: „Xantus”. Több növény- és állatfaj tudományos neve állít emléket Xántusnak: az őszirózsafélék családjába tartozó Chaenactis xantiana, az állatvilágban a kolibrifélék közül a Hylocharis xantusii, a gekkófélék közül a Phyllodactylus xanti, sőt a pikkelyes hüllők egyik családjának tudományos neve Xantusiidae.

## Művei

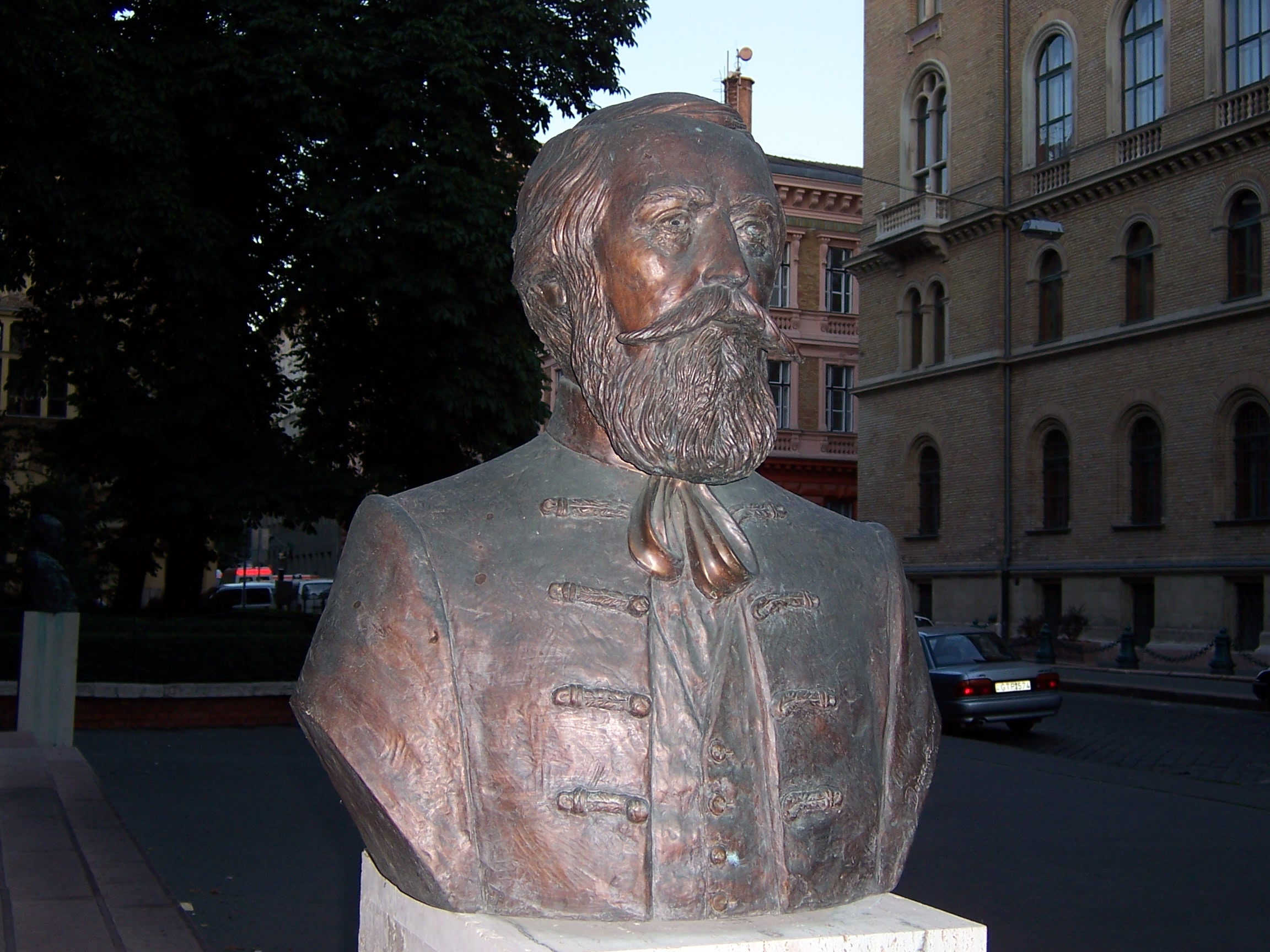
Szobra a róla elnevezett budapesti középiskola épülete előtt

- Xantus János levelei Éjszakamerikából. 12 eredeti rajzok után készült kő- és egynéhány fametszettel. Közli Prépost István, Pest, Lauffer és Stolp, 1858
- A természet kalendáriuma. H.n, 1858
- Descriptions of supposed new species of birds, from cape St. Lucas, Lower California, Notes on a collection of birds, made … at cape St. Lucas, Philadelphia, k.n., 1859
- Utazás Kalifornia déli részeiben, Pest, Lauffer és Stolp, 1860
- Utasítás természetrajzi tárgyak gyűjtésére, elkészítésére, megtartására és tovaszállítására. Pest, Természettudományi Társulat, 1862
- A közoktatási miniszter megbízásából gyűjtött s a Magyar Nemzeti Múzeumban ideiglenesen kiállított népismei tárgyak leíró sorozata 1871
- Vezető a magyar nemzeti múzeum népismei gyűjteményében, Budapest, Magyar Nemzeti Múzeum, 1874[11]
- A természettudományok általános haladása (A magyar orvosok és természetvizsgálók 1874-ben Győrött tartott XVII. nagygyűlésének Munkálataiból.) Budapest, Franklin, 1874
- Néhány hét Ceylon szigetén, Budapest, Franklin, 1877 (Különnyomat a Budapesti Szemléből)
- Emlékbeszéd szárhegyi gróf Lázár Kálmán l. tag felett, Budapest, 1877
- Természeti földrajz. Segédkönyv a középiskolák számára s a nagy közönség használatára. Geikie, Gorove, Agassir, Burke és Norton rendszere s előadási modora szerint szabadon dolgozva, Budapest, Lampel, 1878
- Uti-emlékeim Singapoore és vidékéről, Győr, Sauerwein, 1879
- Borneo szigetén 1870-ben tett utazásomról. Budapest, 1880 (Különnyomat a Földrajzi Közleményekből)